# 日置荘西町
日置荘西町（ひきしょうにしまち）は、大阪府堺市東区にある町名。現行行政地名は日置荘西町一丁から日置荘西町八丁。住居表示は実施済み。

## 地理
東区の北部に位置し、東に日置荘北町、西に野尻町、南東に日置荘原寺町、南に日置荘田中町、南西に草尾と大美野、北東に菩提町、北西に引野町と接している。

## 世帯数と人口
2020年（令和2年）3月31日現在（堺市発表）の世帯数と人口は以下の通りである。
| 丁目           | 世帯数    | 人口     |
| -------------- | --------- | -------- |
| 日置荘西町一丁 | 593世帯   | 1,225人  |
| 日置荘西町二丁 | 767世帯   | 1,723人  |
| 日置荘西町三丁 | 772世帯   | 1,601人  |
| 日置荘西町四丁 | 508世帯   | 962人    |
| 日置荘西町五丁 | 850世帯   | 1,738人  |
| 日置荘西町六丁 | 894世帯   | 1,955人  |
| 日置荘西町七丁 | 864世帯   | 1,813人  |
| 日置荘西町八丁 | 68世帯    | 209人    |
| 計             | 5,316世帯 | 11,226人 |

### 人口の変遷
国勢調査による人口の推移。
| 1995年（平成7年）  | 11,967人 | [ 6 ]  |  |
| 2000年（平成12年） | 12,172人 | [ 7 ]  |  |
| 2005年（平成17年） | 11,614人 | [ 8 ]  |  |
| 2010年（平成22年） | 11,254人 | [ 9 ]  |  |
| 2015年（平成27年） | 11,006人 | [ 10 ] |  |

### 世帯数の変遷
国勢調査による世帯数の推移。
| 1995年（平成7年）  | 4,039世帯 | [ 6 ]  |  |
| 2000年（平成12年） | 4,341世帯 | [ 7 ]  |  |
| 2005年（平成17年） | 4,437世帯 | [ 8 ]  |  |
| 2010年（平成22年） | 4,539世帯 | [ 9 ]  |  |
| 2015年（平成27年） | 4,587世帯 | [ 10 ] |  |

## 学区
市立小・中学校に通う場合、学区は以下の通りとなる。
| 丁目           | 番   | 小学校               | 中学校             |
| -------------- | ---- | -------------------- | ------------------ |
| 日置荘西町一丁 | 全域 | 堺市立日置荘小学校   | 堺市立日置荘中学校 |
| 日置荘西町二丁 | 全域 | 堺市立日置荘小学校   | 堺市立日置荘中学校 |
| 日置荘西町三丁 | 全域 | 堺市立日置荘小学校   | 堺市立日置荘中学校 |
| 日置荘西町四丁 | 全域 | 堺市立日置荘西小学校 | 堺市立日置荘中学校 |
| 日置荘西町五丁 | 全域 | 堺市立日置荘西小学校 | 堺市立日置荘中学校 |
| 日置荘西町六丁 | 全域 | 堺市立日置荘西小学校 | 堺市立日置荘中学校 |
| 日置荘西町七丁 | 全域 | 堺市立日置荘西小学校 | 堺市立日置荘中学校 |
| 日置荘西町八丁 | 全域 | 堺市立日置荘西小学校 | 堺市立日置荘中学校 |

## 事業所
2016年（平成28年）現在の経済センサス調査による事業所数と従業員数は以下の通りである。
| 丁目           | 事業所数  | 従業員数 |
| -------------- | --------- | -------- |
| 日置荘西町一丁 | 123事業所 | 998人    |
| 日置荘西町二丁 | 111事業所 | 745人    |
| 日置荘西町三丁 | 35事業所  | 790人    |
| 日置荘西町四丁 | 47事業所  | 184人    |
| 日置荘西町五丁 | 25事業所  | 85人     |
| 日置荘西町六丁 | 30事業所  | 99人     |
| 日置荘西町七丁 | 36事業所  | 202人    |
| 日置荘西町八丁 | 8事業所   | 93人     |
| 計             | 415事業所 | 3,196人  |

## 交通

### 鉄道
- 南海電気鉄道
  - 高野線 初芝駅

### 道路
- 大阪府道35号堺富田林線
- 大阪府道190号西藤井寺線
- 大阪府道199号西鳳東線

## 施設
- 出雲大社大阪分祠
- 堺市立日置荘小学校
- 堺市立日置荘西小学校
- 堺日置荘郵便局[14]
- 堺日置荘西町郵便局[15]
- りそな銀行 初芝支店[16]
- 池田泉州銀行 初芝支店[17]
- 関西みらい銀行 初芝支店[18]
- 南都銀行 初芝支店[19]
- 大阪シティ信用金庫 初芝支店[20]

## その他

### 日本郵便
- 郵便番号 : 599-8114[3]（集配局：堺中郵便局[21]）。